# Droits LGBT en Jamaïque
Les  droits LGBT (lesbiens, gays, bisexuels, transgenres) en Jamaïque sont dominés par la prohibition des rapports sexuels entre les hommes. Les relations sexuelles entre femmes sont autorisées par la loi en vertu de l'absence de toute référence à celles-ci dans la loi. La sexualité entre hommes est punie jusqu'à dix ans d'emprisonnement. La Jamaïque a été citée comme le pire endroit des Amériques pour les personnes LGBT.
Les personnalités politiques de Jamaïque accusent les groupes internationaux de faire ingérence dans les affaires internes. Ils défendent les lois contre l'homosexualité comme défense des valeurs chrétiennes.

## Code pénal
Le code pénal jamaïcain interdit les relations sexuelles entre les hommes, comme c'est le cas dans la plupart des îles Caraïbes de langue anglaise. L'article 76 de l'Acte sur les offenses contre les personnes établit :
« Quiconque sera déclaré coupable de l'abominable crime de bougrerie, commis avec un être humain ou avec un animal, pourra se voir emprisonné et condamné au travail forcé pour une peine allant jusqu'à dix ans. »
L'article 77 ajoute : « Quiconque tentera de commettre ledit abominable crime, ou coupable de tentative de le commettre, ou de quelque acte indécent sur une personne de sexe masculin, sera coupable de délit, et condamné de ce fait à être emprisonné jusqu'à sept ans, avec ou sans travail forcé. »
L'article 79 va plus loin : « Toute personne de sexe masculin qui, en public ou en privé, commet, ou participe à la perpétration, ou apporte de l'aide à la perpétration d'outrage à la pudeur sur une autre personne de sexe masculin, sera coupable de délit, et condamné de ce fait à discrétion de la Cour à une peine de prison ne dépassant pas deux ans, avec ou sans travail forcé. »
L'« outrage à la pudeur » n'est pas défini, mais a été interprété comme incluant toute conduite homosexuelle masculine entre adultes consentants en privé.

## Violences contre les homosexuels
Selon Amnesty International, « Des hommes et des femmes homosexuels ont été battus, agressés à l'arme blanche, brûlés, violés ou se sont fait tirer dessus en raison de leur sexualité", et les gays et les lesbiennes forment l'une des « communautés les plus marginalisées et persécutées en Jamaïque ».
Alors que la police ne recueille pas de statistiques sur les agressions sur des homosexuels, J-Flag, le Forum jamaïcain pour les Lesbiennes, All-Sexuals et les Gays, rapporte qu'à leur connaissance 30 hommes gay ont été assassinés en Jamaïque entre 1997 et 2004.
En 2005, le Parlement européen a passé une résolution appelant la Jamaïque à abolir leurs lois sur l'homosexualité et à combattre activement l'homophobie.
En 2013, le meurtre de Dwayne Jones, un jeune homme habillé en femme lors d'une soirée, fait la une de la presse locale,. Selon le président de J-Flag Jaevion Nelson, la mort violente du garçon de 16 ans impose un nouveau débat dans la sphère publique.
Dexter Pottinger, militant pour les droits des homosexuels jamaïcains, a été retrouvé mort le 31 août 2017 dans son logement à Washington Gardens, un quartier de Kingston, la capitale du pays. Son corps portait les marques de plusieurs coups de couteau, laissant penser à un homicide. Un homme a été arrêté dans le cadre de l'enquête.